# Port Patterson
Port Patterson är ett samhälle på Carcass Island i västra Falklandsöarna. Namnet kommer från bukten där samhället är beläget, på västkusten av ön. Port Patterson grundades under sena 1800-talet.
Port Patterson på den sydvästra kusten är känd för sina trädgårdar, som har en tropisk känsla och har en liten butik/ livsmedelsbutik. Samhället har varit bosatt kontinuerligt i över hundra år. Huvudbyggnaden, där familjen McGills huserar, är daterad till 1938, och är en envåningsbyggnad som har förlängts under åren. Det finns också en ullskjul, ladugård och flera hus med röda tak, tillverkade av fjällpanel. Två av dessa hyrs ut till semesterfirare, som ofta kommer från västra och östra Falklandsöarna. Trädgårdarna inkluderar även växter som fuchsior, lupiner och stenrosor, och en del träd, däribland Montereycypresser och Cordyline australis.